# Bienes libres
Bienes libres son los bienes no económicos. Aunque, al igual que los bienes económicos, se utilizan para satisfacer necesidades; a diferencia de estos no tienen ni dueño ni precio por ser abundantes o de imposible limitación en cuanto a su acceso, o por no requerir de un proceso productivo para su obtención. Dicho en otras palabras, son aquellos que son lo suficiente para satisfacer la demanda, inclusive gratis. Ejemplo de ellos es la luz solar o el aire.
No deben confundirse con los bienes comunes ni con los bienes mostrencos.....